# Antrophyum vittarioides
Antrophyum vittarioides är en kantbräkenväxtart som beskrevs av Bak. Antrophyum vittarioides ingår i släktet Antrophyum och familjen Pteridaceae. Inga underarter finns listade.